# Dendropsophus seniculus
Espèce
Synonymes
- Hyla marmorata Burmeister, 1856 nec Laurenti, 1768
- Hyla burmeisteri Reinhardt & Lütken, 1862 "1861"
- Hyla senicula Cope, 1868
- Hyla dasynotus Günther, 1869 "1868"
- Hyla vermiculata Peters, 1872
- Hyla vermicularis Peters, 1872

Statut de conservation UICN

 LC  : Préoccupation mineure
Dendropsophus seniculus est une espèce d'amphibiens de la famille des Hylidae.

## Répartition
Cette espèce est endémique du Brésil. Elle se rencontre :
- dans le sud de l'État de Bahia depuis Porto Seguro ;
- dans l'est de l'État du Minas Gerais ;
- dans l'État d'Espírito Santo ;
- dans l'État de Rio de Janeiro ;
- dans l'État de São Paulo ;
- au Paraná.

## Publications originales
- Burmeister, 1856 : Erläuterungen zur Fauna Brasiliens, enthaltend Abbildungen und ausführliche Beschreibungen neuer oder ungenügend bekannter Thier-Arten. Druck und Verlag von Georg Reimer, Berlin, Germany.
- Cope, 1868 : An examination of the Reptilia and Batrachia obtained by the Orton Expedition to Equador and the Upper Amazon, with notes on other species. Proceedings of the Academy of Natural Sciences of Philadelphia, vol. 20, p. 96-140 (texte intégral).